# Holmelgonia limpida
Holmelgonia limpida là một loài nhện trong họ Linyphiidae.
Loài này thuộc chi Holmelgonia. Holmelgonia limpida được František Miller miêu tả năm 1970.